# Список втрат на Бахмутському напрямку (2024)
У статті наведено поіменні втрати в боях на Бахмутському напрямку (2024 рік). 

## Поіменний перелік

### Україна

#### Січень 2024
1. 23 січня 2024 року в районі н.п. Богданівка під час мінометного обстрілу загинув Василь Янко, старший солдат, гранатометник мотопіхотного батальйону[1].
2. 24 січня 2024 року в районі н.п. Богданівка в результаті скиду з дрону загинув Олександр Тужилов, старший солдат, 24 ОМБр[2].

#### Лютий 2024
1. 15 лютого 2024 року в районі н.п. Дружба під час мінометного обстрілу загинув Роман Павлюх, старший солдат, стрілець[1].
2. 19 лютого 2024 року в районі н.п.Леонідівка під час руху на вогневу позицію, потрапивши під артилерійський обстріл загинув Микола Шаланкевич, радіотелефоніст відділення управління командира 5 самохідної артилерійської батареї[1].

#### Квітень 2024
1. 13 квітня 2024 року в районі н. п. Спірне внаслідок обстрілу позиції загинув Андрій Войтко, боєць 4-ої Бригади оперативного призначення НГУ «Рубіж», 4-ого батальйону оперативного призначення «Сила Свободи», 10-ої роти «Зелені Відморозки»[1].
2. 21 квітня 2024 року на околиці с.Іванівське загинув Сергій Ворочек, старший сержант, стрілець 2 стрілецької роти[3].

#### Червень 2024
1. 23 червня 2024 року поблизу с. Спірне Бахмутського району загинув Дяченко Владислав Дмитрович[4].

#### Липень 2024
1. 19 липня 2024 року поблизу с. Північне Бахмутського району загинув Вадим Панасюк, солдат, навідник А0281[5].
2. 22 липня 2024 року поблизу с. Спірне Бахмутського району загинув Павло Тимчак, старший механік-водій 1-го взводу оперативного призначення 9-ї роти 3-го батальйону військової частини Нацгвардії[6].
3. 25 липня 2024 року поблизу с. Озарянівка Бахмутського району загинув Даніїл Берман, тракторист відділення дорожньої техніки інженерного взводу батальйону матеріального забезпечення[6].
4. 27 липня 2024 року біля с. Калинівка Бахмутського району загинув Юрій Семенюк, розвідник-далекомірник мінометної батареї військової частини А2988[7].

#### Серпень 2024
1. 5 серпня 2024 року в районі м. Часів Яр Бахмутського району загинув  Василь Данілов, старший солдат, 23 ОМБр[8].
2. 13 серпня 2024 року поблизу с. Спірне загинув Артем Шевчук[4].
3. 22 серпня 2024 року поблизу с. Озарянівка Бахмутського району загинув Олександр Парадовський, 28 ОМБр імені Лицарів Зимового Походу[9].
4. 24 серпня 2024 року в районі Соледарської територіальної громади Бахмутського району загинув Руслан Огірчук, сапер інженерно-саперного відділення інженерно-саперного взводу інженерно-саперної роти інженерно саперного батальйону[10].
5. 26 серпня в районі м. Залізне Бахмутського району загинув Євгеній Гурський, 100 ОМБр[9].
6. 31 серпня 2024 року поблизу н.п. Нью-Йорку Бахмутського району загинув Сергій Франчук, солдат, стрілець-санітар 3 штурмового спеціалізованого відділення 2 штурмового спеціалізованого взводу 4 штурмової спеціалізованої роти[9].